# Облога Аккермана
Облога Аккермана — одна з битв російсько-турецької війни 1768–1774 років, що відбулася у вересні 1770 року під час кампанії російської армії в Придністров'ї.

## Історія

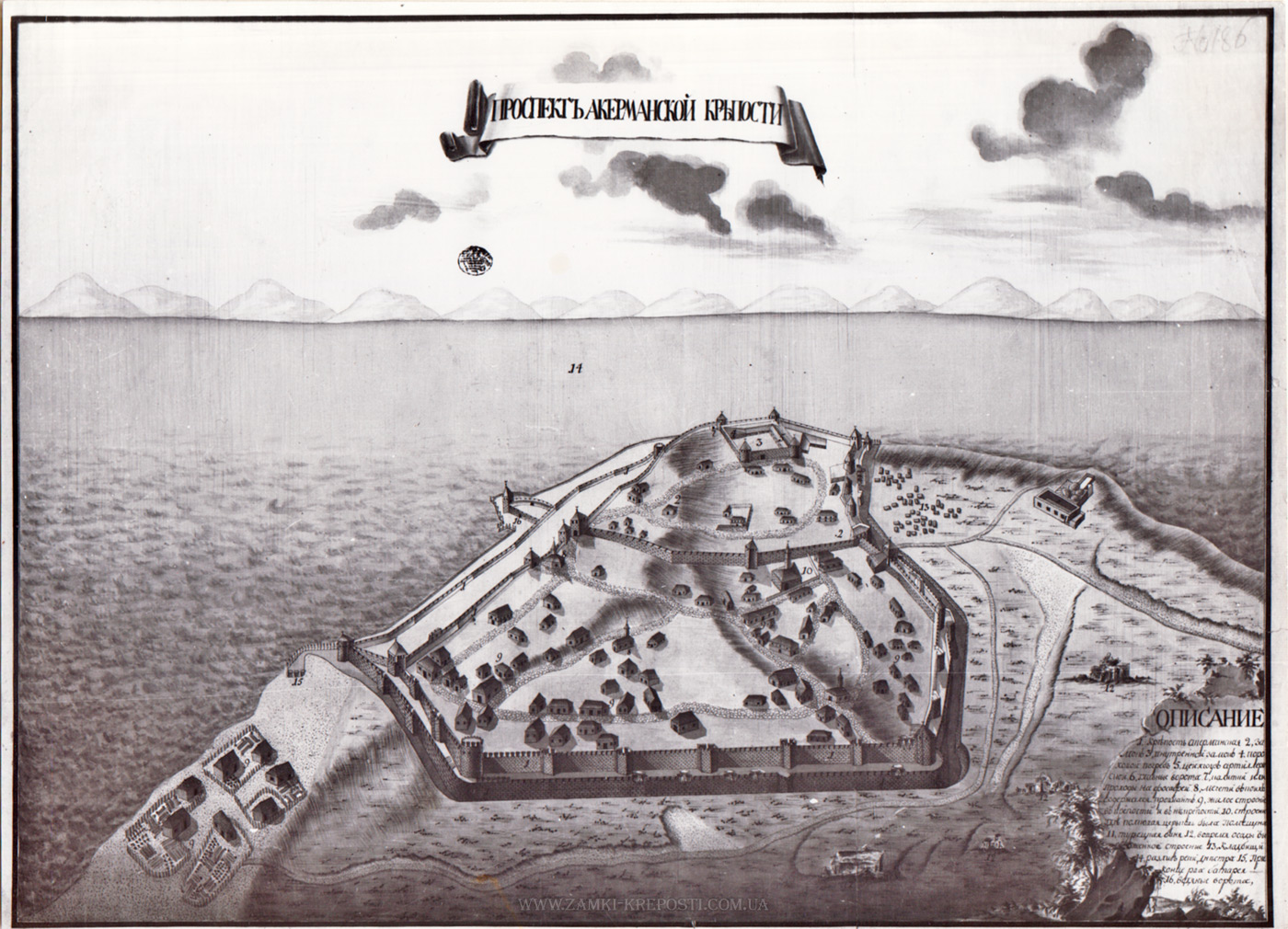
План фортеці 1770 року

Після взяття Кілії 21 серпня 1770 року фельдмаршал П. О. Румянцев наказав генералу М. В. Рєпніну відправити загін для захоплення османської фортеці Аккерман, розташованої на березі Дністровського лиману. 8 вересня Рєпнін відрядив бригадира барона О. Г. Ігельстрома з чотирма гренадерськими батальйонами, ескадроном гусар та 250 козаками. 10 та 12 вересня майор І. Є. Ферзен, який командував авангардом загону, розбив турків, що намагалися зупинити його просування, і підійшов до фортеці.
13 (24) вересня основні сили Ігельстрома прибули до Аккермана. Встановивши у передмісті батарею з 13 польових гармат, вони розпочали облогу. Аккерманська фортеця на той час була однією з найкращих у Бессарабії. Її укріплення складалися з кам'яної стіни, сухого рову з кам'яним ескарпом та контрескарпом. Гарнізон налічував 1360 осіб.
Після відхилення пропозиції про здачу 15 вересня фортеця протягом п'яти годин обстрілювалася російською польовою артилерією. Після чергової відмови гарнізону капітулювати 16 вересня російські війська почали рити сапу до стін фортеці, щоб закласти міну.
Ігельстром відправив капітана Нолькіна з невеликим загоном для влаштування укріплень у гирлі Дністра, щоб відрізати обложеним сполучення з Очаковом. 15 вересня Нолькін розбив загін кримських татар, а того ж дня до гирла Дністра увійшло 20 турецьких суден для допомоги гарнізону. Потрапивши під гарматний вогонь, турецькі судна відпливли назад у Чорне море.
Незважаючи на прибуття 22 вересня турецького посланця з листом від коменданта Бендер, що здалися, та підхід кавалерії загону М. Ф. Каменського, турки погодилися на капітуляцію лише 25 вересня. 28 вересня (9 жовтня) російський загін зайняв фортецю.
У фортеці було знайдено 65 гармат, 8 мортир та 3 гаубиці; 8 тисяч ядер, 2 тисячі бомб та тисячу пудів пороху. Втрати російських військ за час облоги склали 23 вбитих та 109 поранених. В Аккермані було залишено російський гарнізон.